# Marc Schaefer
Marc Schaefer, né le 24 mars 1961 à Diekirch, est un enseignant et homme politique luxembourgeois, membre du Parti ouvrier socialiste luxembourgeois (LSAP).
De mars 2012 à 2018, il exerce la fonction de président de l'Office du tourisme. De 2000 à 2004 et de mai 2011 à 2017, il est le bourgmestre de la commune de Vianden.
Le 18 décembre 2006, Marc Schaefer est nommé membre du Conseil d’État. 